# Chiesa di San Pietro (Albano)
La chiesa di San Pietro è un luogo di culto cattolico di Albano Laziale, cittadina in provincia di Roma, nella sede suburbicaria di Albano.

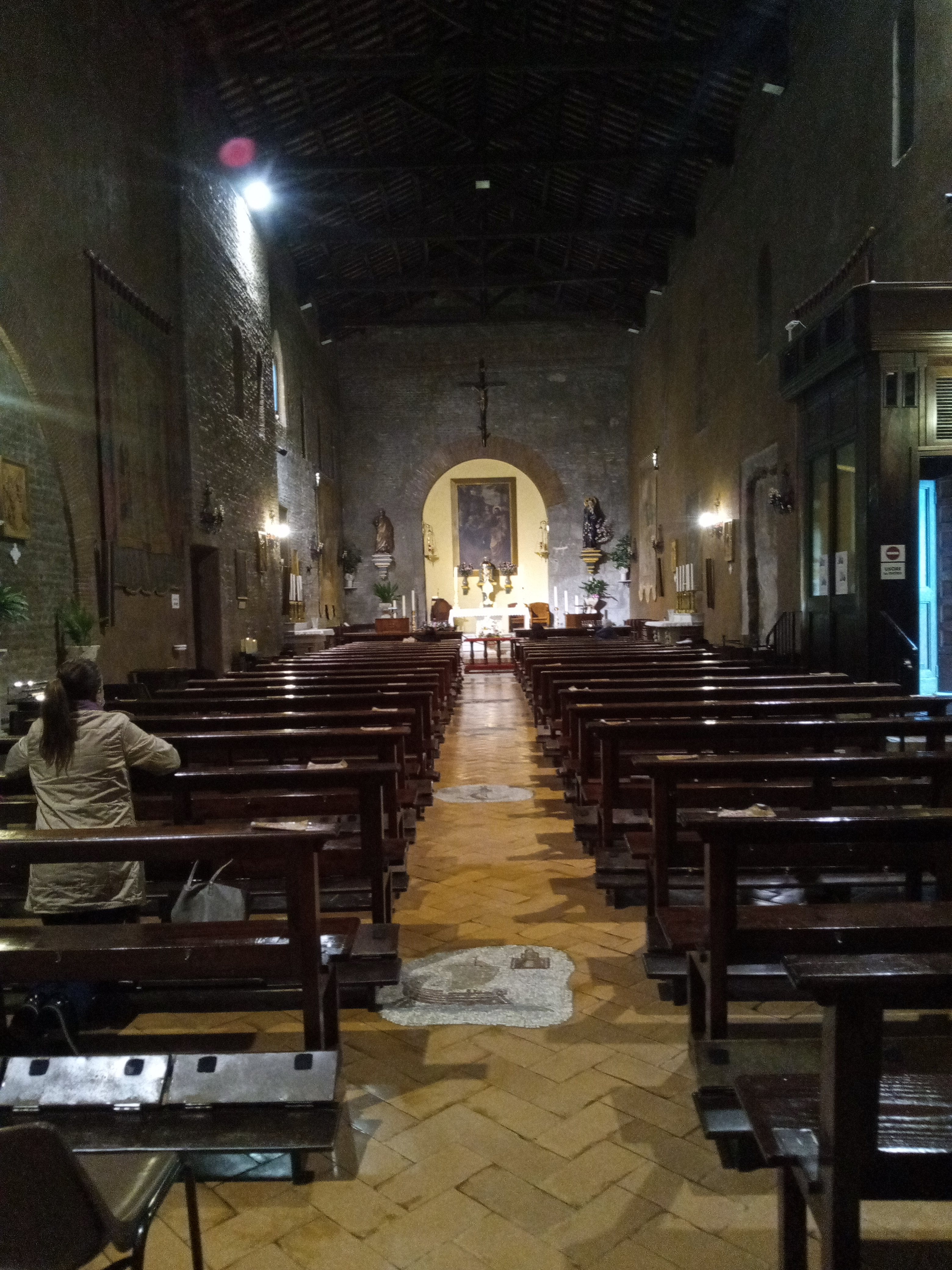
L'interno della chiesa

Il campanile, in stile romanico

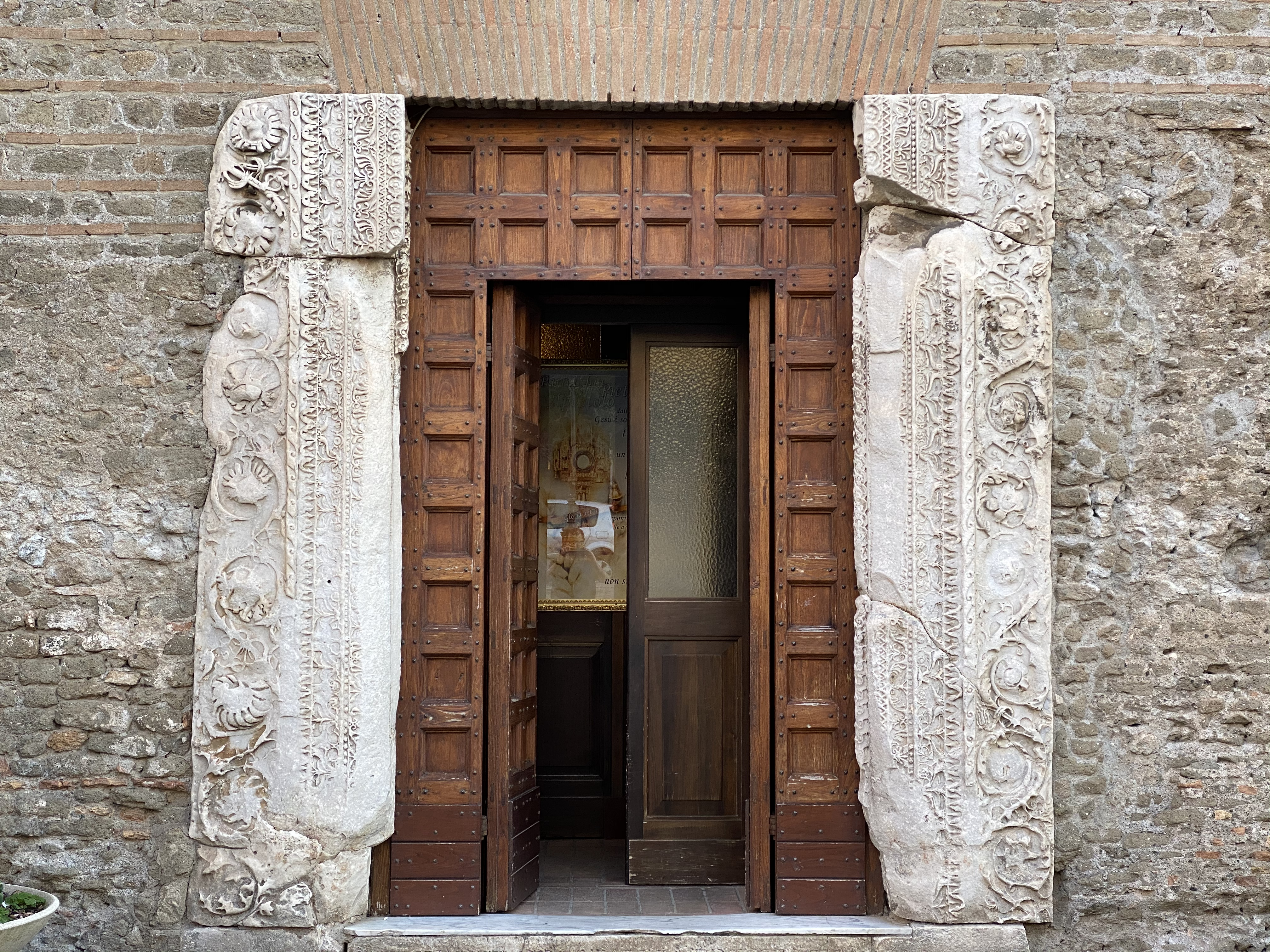
Il portale orientale, rivolto verso la Via Appia

La fondazione della chiesa è molto antica, come del resto testimonierebbe la scelta stessa del santo intitolatore: San Pietro difatti sarebbe stato secondo la tradizione locale l'evangelizzatore di Albano Laziale, nel I secolo.
La prima testimonianza dell'esistenza della chiesa risale alla Vita Leoni papae di Anastasio Bibliotecario, secondo il quale papa Leone III fece restaurare il tetto della chiesa di San Pietro ad Albano, che era cadente.
Il campanile della chiesa è in stile romanico e risale al XII secolo. Sul retro vi è la cappella di iuspatronatus della famiglia Savelli, feudataria del luogo, che dal XV secolo fino al 1697 impose sulla chiesa la propria protezione.
Questa antica chiesa, voluta da papa Ormisda (514-523 d.C.) , fu ricavata da una grande aula appartenente alle terme romane fatte costruire dall'imperatore romano Caracalla.
Il più importante dei numerosi restauri avvenne nel tardo medioevo (XII secolo), mentre nel XIV secolo si effettuarono una serie di modifiche, delle quali ancora oggi rimangono tracce, come ad esempio l'arco ogivale a due spioventi con mensole e colonne di marmo, posto sopra una porta del lato occidentale della chiesa.
I Savelli, nel 1440, entrarono in possesso della chiesa. Nella cappella, oggi distrutta, vi seppellirono alcuni loro familiari.
Le tombe principesche sono ora visibili nell'interno della chiesa; qui sono conservate, trasformate in altari o balaustre, anche trabeazioni marmoree di età severiana.
Alcune delle pareti conservano ancora affreschi, come quello posto in una nicchietta della Vergine del Segno di età bizantina e quello più grande, raffigurante Santa Margherita e Sant'Onofrio, databile all'incirca tra il XIII secolo e il XIV secolo.
La grande pala dell'altare del XVI secolo raffigura la consegna della chiavi a San Pietro. Sono inoltre presenti stendardi settecenteschi.
Sul lato orientale esterno della chiesa sono reimpiegati come stipiti del portale due fregi in marmo di età imperiale romana.